# Tingupa causeyae
Tingupa causeyae är en mångfotingart som beskrevs av Shear 1981. Tingupa causeyae ingår i släktet Tingupa och familjen Tingupidae. Inga underarter finns listade i Catalogue of Life.